# Bois-Guilbert
Bois-Guilbert és un municipi francès situat al departament del Sena Marítim i a la regió de Normandia. L'any 2007 tenia 227 habitants.

## Demografia

### Població
El 2007 la població de fet de Bois-Guilbert era de 227 persones. Hi havia 77 famílies de les quals 13 eren unipersonals (3 homes vivint sols i 10 dones vivint soles), 20 parelles sense fills, 41 parelles amb fills i 3 famílies monoparentals amb fills.
La població ha evolucionat segons el següent gràfic:
Habitants censats

### Habitatges
El 2007 hi havia 99 habitatges, 82 eren l'habitatge principal de la família, 11 eren segones residències i 7 estaven desocupats. 94 eren cases i 6 eren apartaments. Dels 82 habitatges principals, 70 estaven ocupats pels seus propietaris i 12 estaven llogats i ocupats pels llogaters; 2 tenien una cambra, 3 en tenien dues, 9 en tenien tres, 19 en tenien quatre i 49 en tenien cinc o més. 68 habitatges disposaven pel capbaix d'una plaça de pàrquing. A 30 habitatges hi havia un automòbil i a 51 n'hi havia dos o més.

### Piràmide de població
La piràmide de població per edats i sexe el 2009 era:
| Homes | Edats   | Dones |
| ----- | ------- | ----- |
| 0     | 95 o +  | 0     |
| 0     | 90 a 94 | 0     |
| 4     | 85 a 89 | 0     |
| 4     | 80 a 84 | 4     |
| 8     | 75 a 79 | 0     |
| 0     | 70 a 74 | 12    |
| 4     | 65 a 69 | 4     |
| 0     | 60 a 64 | 0     |
| 4     | 55 a 59 | 4     |
| 4     | 50 a 54 | 4     |
| 12    | 45 a 49 | 0     |
| 4     | 40 a 44 | 0     |
| 20    | 35 a 39 | 8     |
| 12    | 30 a 34 | 16    |
| 8     | 25 a 29 | 4     |
| 0     | 20 a 24 | 4     |
| 0     | 15 a 19 | 4     |
| 4     | 10 a 14 | 8     |
| 12    | 5 a 9   | 12    |
| 4     | 0 a 4   | 0     |

## Economia
El 2007 la població en edat de treballar era de 138 persones, 109 eren actives i 29 eren inactives. De les 109 persones actives 100 estaven ocupades (55 homes i 45 dones) i 10 estaven aturades (3 homes i 7 dones). De les 29 persones inactives 7 estaven jubilades, 8 estaven estudiant i 14 estaven classificades com a «altres inactius».

### Ingressos
El 2009 a Bois-Guilbert hi havia 96 unitats fiscals que integraven 264,5 persones, la mediana anual d'ingressos fiscals per persona era de 15.672 €.

### Activitats econòmiques
Dels 3 establiments que hi havia el 2007, 1 era d'una empresa de construcció, 1 d'una empresa d'hostatgeria i restauració i 1 d'una empresa classificada com a «altres activitats de serveis».
L'únic servei als particulars que hi havia el 2009 era una fusteria.
L'any 2000 a Bois-Guilbert hi havia 14 explotacions agrícoles que ocupaven un total de 702 hectàrees.

## Poblacions més properes
El següent diagrama mostra les poblacions més properes.